# Systolederus greeni
Systolederus greeni är en insektsart som beskrevs av Bolívar, I. 1892. Systolederus greeni ingår i släktet Systolederus och familjen torngräshoppor. Inga underarter finns listade i Catalogue of Life.